# Entedon rex
Entedon rex är en stekelart som först beskrevs av Girault 1929.  Entedon rex ingår i släktet Entedon och familjen finglanssteklar. Inga underarter finns listade i Catalogue of Life.